# Cantonul Sedan-Nord
Cantonul Sedan-Nord este un canton din arondismentul Sedan, departamentul Ardennes, regiunea Champagne-Ardenne, Franța.

## Comune
- La Chapelle
- Fleigneux
- Floing
- Givonne
- Glaire
- Illy
- Sedan (parțial, reședință)